# زیلبرگ
زیلبرگ (به آلمانی: Zeilberg) یک کوه در آلمان است که در هاسبرگه (ناحیه) واقع شده‌است.